# 4-nitrofenol
4-nitrofenol is een organische verbinding met als brutoformule C6H5NO3. De stof bestaat uit kleurloze tot gele kristallen en wordt gebruikt als pH-indicator.

## Toxicologie en veiligheid
De stof kan bij verwarming ontploffen. Ze ontleedt bij verhitting met vorming van giftige dampen, waaronder stikstofoxiden. Mengsels met kaliumhydroxide kunnen ontploffen.